# La Chorrera (Panama)
La Chorrera is de hoofdstad van en gemeente (in Panama un distrito genoemd) in de provincie Panamá Oeste in het land Panama.

## Stad
La Chorrera is de 8ste stad van Panama. In 2015 was het inwoneraantal 187.000. La Chorrera ligt aan de Pan-Amerikaanse Snelweg.
La Chorrera bestaat uit de deelgemeenten (corregimiento) Barrio Balboa en Barrio Colón.

### Sport
- San Francisco FC (voetbalclub)

## District
Het district telt 180.000 inwoners op een oppervlakte van 769,8 km² en omvat de volgende 18 corregimientos:

Indeling van het district

1) Onder La Chorrera: Barrio Balboa en Barrio Colón; 2) onder Resto del Distrito: Amador, Arosemena, El Arado, El Coco, Feuillet, Guadalupe, Herrera, Hurtado, Iturralde, La Represa, Los Díaz, Mendoza, Obaldía, Playa Leona, Puerto Caimito en Santa Rita.